# Cratere Cave
Cave  è un cratere sulla superficie di Marte.